# Saïd Bouali
Saïd Bouali, surnommé La motta, né vers 1927, et mort au combat (chahid) en 1959, est un combattant indépendantiste de la guerre d'Algérie.

## Biographie

### Origine
Fils de Slimane et de Aoudèche Boudjellab, Saïd Bouali est issu d'une famille militante, qui au début des années 1920, a quitté le village de Beni Ouaggag (région de Haraza dans les Bibans), pour s’installer définitivement à Constantine,,.

### Surnom
Saïd Bouali était un amateur de boxe, il est surnommé La motta par référence aux boxeur américain de l'époque Jake LaMotta.

### Enfance
Saïd Bouali a étudié à l'école primaire française (Argo) à Constantine, et il a appris la langue arabe à Djemiat Essalam. À l'âge de 12 ans, il rejoint les Scouts musulmans algériens, trois ans plus tard, il rejoint le Parti du peuple algérien (PPA).

### Engagement militant
Malgré son jeune âge, Saïd Bouali organisa plusieurs réunions à Beni Ouaggag pour préparer la révolution, il était parmi les premiers jeunes à rejoindre l'organisation spéciale en 1947, accompagné de Rabah Bitat et Slimane Mellah, deux membres du groupe des 22  et les fils de Constantine. Il est devenu ensuite chef de section au niveau de la ville de Constantine.
En 1950, il est condamné à deux ans de prison après la découverte de ses activités secrètes, qu'il passe entre la prison d'EL Koudia à Constantine, la prison d'Annaba et la prison de Serkadji. Après sa libération en 1952, il revient à Constantine et reprend son activité militaire.
À l'été 1954, Bouali, aux côtés des constantinois Youcef Zighoud, Slimane Mellah, Abdessalam Habachi et Mohamed Mechati, participe à  à la réunion historique des 22, qui a abouti à la nécessité de la révolution illimitée jusqu'à l'indépendance totale.
Le 6 novembre 1954 (après le déclenchement de la révolution), Saïd Bouali et un certain nombre d'autres militants ont été arrêtés par les autorités françaises pour interrogatoire et torture, et il a été condamné à quatre ans de prison, il les passa à la prison d'EL Koudia à Constantine, Serkadji, puis Berrouaghia.

### Sa mort
Après sa sortie de prison en 12 novembre 1958, il rejoint les rangs de l'Armée de libération nationale à Cherchell, où il est nommé secrétaire général de la Kasma. Il mort en chahid le 1er janvier 1959, au djebel Teghrara, entre Hadjout et Hammam Righa.